# Хануман

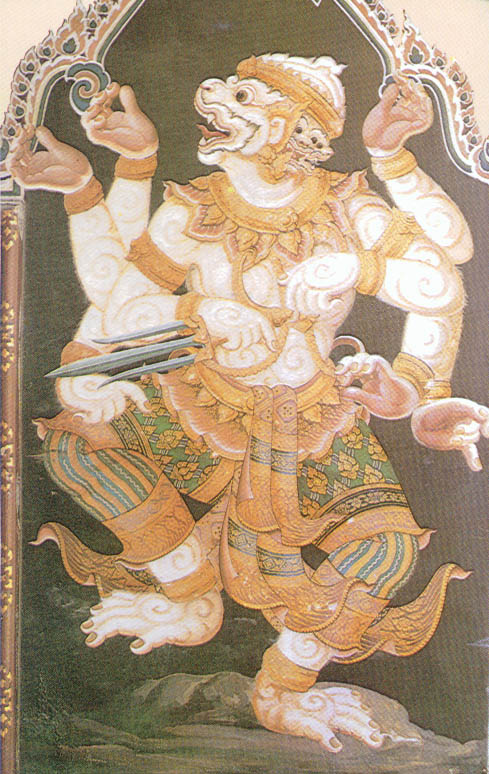
Храм Ханумана в Мумбаї

Ханума́н (санскр. हनुमान्, Hanumān IAST, «розбита щелепа») — в індуїзмі божественна мавпа, син бога вітру Ваю та апсари Пунджістали, один з головних героїв «Рамаяни», ватажок одного з військ ванарів, товариш Рами та Сіти.

## Народження
Мати Ханумана перебувала в той час під дією прокляття, яке перетворило її у ванару, носила ім'я Анджалі (звідси одне з імен Ханумана — Анджанея) і була дружиною Кешарі, могутнього воїна з раси ванарів. Одного разу, коли вона гуляла в горах, її побачив бог вітру Ваю, що пролітав поруч, і був вражений її красою. Ваю оволодів Анджаною. Так на світ з'явився Хануман і звідси його перше ім'я — Маруті (син вітру).

## Дитинство
Хануман успадкував від свого батька божественну здатність до польоту, швидкого переміщення, а також неймовірну силу. Незабаром після свого народження він, побачивши Сонце, вирішив що це фрукт і спробував його з'їсти. Це побачив Індра і кинув у Ханумана свою ваджру, зламавши йому щелепу. Хануман без свідомості впав на землю. Засмучений Ваю узяв сина і за таку несправедливість почав викачувати все повітря з планети. Незабаром все живе у світі стало задихатися. Індра разом із могутніми богами вирішили утихомирити Ваю, і Брахма зцілив Ханумана, наділивши його захистом від будь-якого виду зброї. Після цього випадку Хануман і отримав своє ім'я.
Дізнавшись, що бог сонця Сур'я — відомий учитель, Хануман збільшився в розмірах, щоб досягти небесного шляху Сур'і і попросив того взяти його в учні. Сур'я відмовив, сказавши, що має освітлювати світ і не може залишати свою колісницю. Тоді Хануман ще збільшився в розмірах, поставив одну ногу на західний кордон світу, а іншу на східну, що дозволило йому весь час бути поряд з колісницею, і ще раз звернувся до Сур'ї з проханням про учнівство. Здивований бог Сонця погодився і передав Хануману свої знання.
Хануман ріс великим бешкетником і частенько піджартовував над відлюдниками в горах, крадучи в них речі і предмети культу. Роздратовані мудреці наклали на нього прокляття — і він забув про свої надздібності й згадував тільки тоді, коли це ставало необхідним й інші просили його про допомогу. Також Хануман був здатний розуміти мову птахів, що згодом допомогло йому звільнити Раму і Лакшману з підземного світу та вбити Ахіравану.

## Хануман у Рамаяні
Перебуваючи у вигнанні, Рама звернувся до ванарів за допомогою в пошуках Сіти, викраденої повелителем ракшасів Раваною. Коли загін, відправлений на пошуки, досяг південного океанського узбережжя, всі ванари, побачивши безмежний океан, відмовилися йти далі, пославшись на невміння стрибати через воду. Коронований принц Ангада зібрав ванарів навколо себе, розпочавши пошуки того, хто одним махом перестрибне через океан (100 йоджанів). Вибір припав на Ханумана. Коли ванари почали вихваляти його силу і могутність, Хануман згадав про свої надздібності.

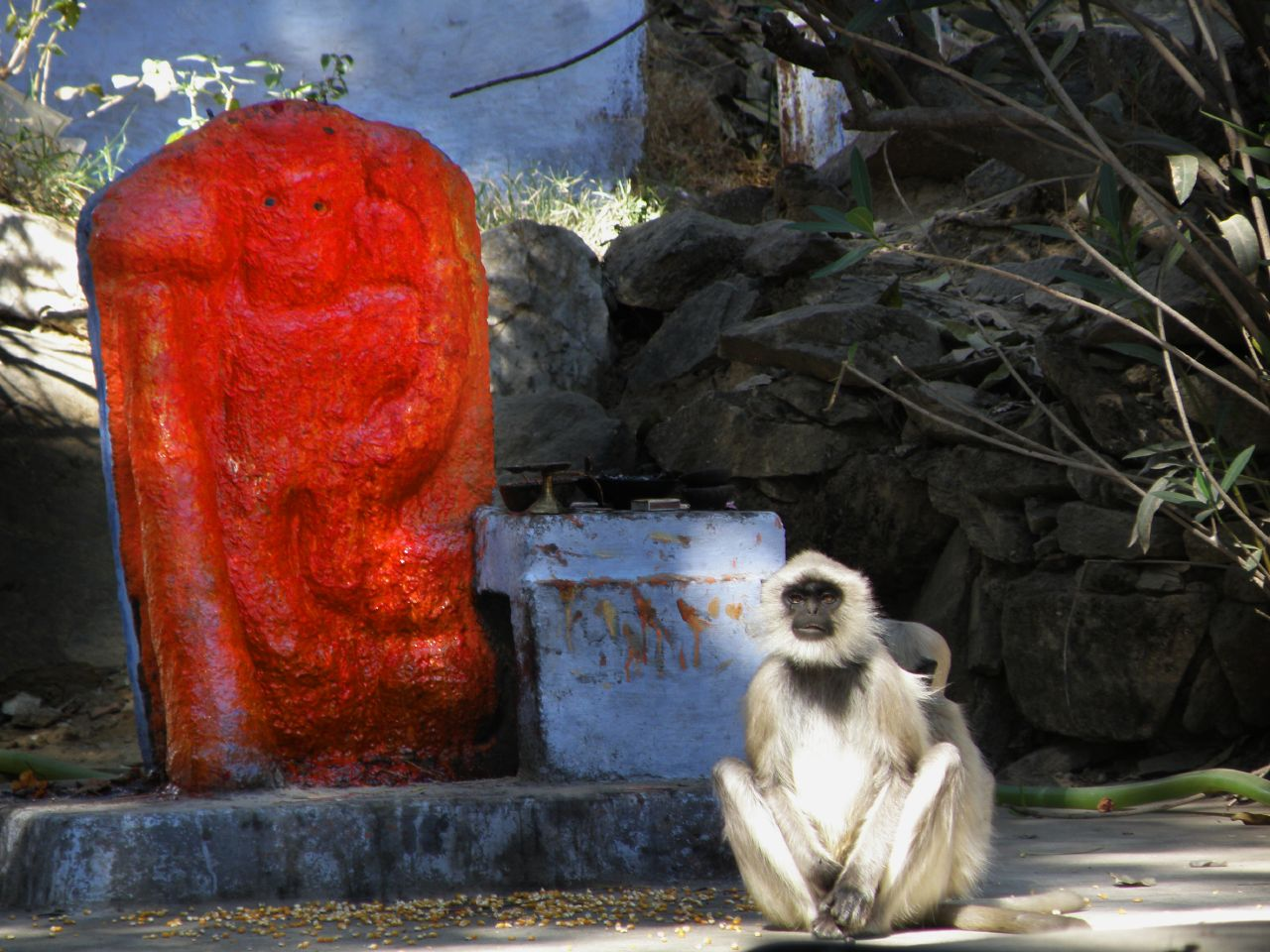
Статуя Ханумана, поблизу від храму Арбуда Деві, гора Абу, Раджастан

## Політ через океан
Хануман зосередив свій погляд на відображенім у його серці образі Рами, збільшився в розмірах і одним стрибком відправився в політ через океан. Гора, на якій він стояв, злегка занурилася в море. Підводний пік Майнаки сплив, запропонувавши Хануману перепочити на ньому, але той не відкладаючи, продовжував летіти далі. Шлях йому перегородили змій-демон Сураса і гігантка Сімхіка, але Хануман був сильніший від них і потрапив на Ланку.

## У місті
Прибувши на Ланку, Хануман перетворився на маленьку мавпочку і одним ударом здолав злу ракшасу Ланкіні, що напала на нього. Вона згадала про те, що символом краху Равани стане мавпочка, що здолає вартового біля воріт. Розшукуючи Сіту Хануман випадково виявив будинок, схожий на храм Харі (Вішну), чиїм людським втіленням був Рама. Господаря будинку звали Вібхішана — він був практично єдиним шанувальником Харі на Ланці, але не втратив свою віру і допоміг Хануману, сказавши, що Сіта нудиться в гаю Ашоки. І Хануман поспішив туди.
Після зустрічі з Сітою, Хануман вирішив покарати Равану за його витівки і за страждання Сіти. У гаю Ашоки, куди Хануман пішов поласувати фруктами, на нього напала армія Мегханадхі на прізвисько Індраджіт (букв. «Переможець Індри»). Син Равани зібрався зловити Ханумана, метнувши в нього чарівним списом — «стрілою Брахми» (Брахмастра). І хоча Брахма дарував Хануману невразливість від своїх стріл, той дозволив себе полонити, щоб зустрітися віч-на-віч із Раваною, приборкати його гнів і дізнатися про сили, якими він володіє.
Щоб покарати Ханумана за бешкет і безпорядки, Равана наказав підпалити Хануману хвіст, обмотавши його ганчірками і обливши олією для світильників. Коли кати спробували обернути хвіст ганчірками і підпалити, Хануман почав його подовжувати, чим збив катів з пантелику. Потім він все ж дозволив їм підпалити свій хвіст і влаштував велику пожежу на острові, підпалюючи всі будинки, крім того, де спав Кумбакарна (тому що дружина Кумбакарни заблагала про помилування) і житло Вібхішани (на знак вшанування Вішну). Попрощавшись з Сітою, Хануман взяв у неї гребінець, повернувся з ним до Рами, і сказав, що необхідно звільнити Сіту протягом місяця.

## Пагорб з лікувальними травами
На полі битви Лакшман був пораненийЗнаряддям Шакті, випущеним Мегандою, але підняти його тіло зміг тільки Хануман, який потім переніс його в табір Рами. Щоб вилікувати Лакшмана, Джамбаван (провідник воїнства ведмедів) порадив розшукати цілителя Сушені з Ланки. Той, у свою чергу, назвав гору, на якій росли лікарські трави, здатні зцілити Лакшмана. На шляху до гори Хануман присів відпочити біля озерця. Побачивши неподалік мудреця, який практикував джапо і повторював «Рама! Рама!», Хануман несказанно зрадів. Пірнувши в озеро, він доторкнувся до крокодила, який тут же перетворився на світну істоту, яка розповіла, що він і Каланемі — небесні музиканти, які зазнали прокляття, а мудрець неподалік — зовсім не мудрець, а ракшас. Хануман розправився з перевтіленим мудрецем, звільнивши тим самим душі Каланемі і крокодила, як свідчило пророцтво Дурваси.
Хануман знайшов гірський пагорб санджіві, але часу на пошуки цілющої трави не було, тому він відірвав від землі весь пагорб, і на своїй долоні переніс його в табір ванарів.

## Підземний світ
Одного разу під час війни, Махіравана, єдиний синРавани, якому вдалося уціліти, полонивРаму і його братаЛакшману і заточив їх у своєму палаці вПаталах (підземному світі). Хануман відправився на пошуки друзів і, знайшовши їх, виявив, що для перемоги над Махіраваною потрібно задути разом п'ять ламп. Хануман прийняв вигляд пятиликого Панчамукхі (Панча- п'ять, Мукхо- особа) з обличчямиВараха, Нарасімги, Гаруди, Хаягріви і своїм власним. Задуваючи лампи, він убив Махіравану і звільнив Раму та Лакшману.

## Після війни
Після війни, процарювавши кілька років, Рама вирішив покинути земний світ і відійти на небеса. Багато хто з його оточення вирішили послідувати за ним, навіть деякі ванари, серед яких був Сугріва. Однак Хануман не захотів залишати землю і попросив дозволу залишатися на Землі, поки люди вшановують ім'я Рами. Сіта схвалила це рішення і розпорядилася встановити зображення Ханумана в людних місцях, щоб він міг чути вихваляння на адресу Рами. Так Хануман став одним із семи індуїстських безсмертних.
Хануман бере участь у подіях Махабхарати. Один із братів пандавів, Бхіма, перебуваючи у вигнанні, зустрічає в лісі Ханумана і не може навіть підвести хвіст, яким той перегородив йому дорогу. Хануман оголошує Бхімі, що він — його брат (Бхіма — теж син Ваю) і сповіщає йому вчення про чотири Юги і про обов'язки чотирьох варн.

## Екранізація
У 2007 році на екрани вийшов мультфільм під назвою «Hanuman Returns» («Повернення Ханумана»), що розповідає історію Ханумана і частково переказує Рамаяну за участю Марути.

## Культ Ханумана
Культ Ханумана — один з найпопулярніших в індуїзмі. Його шанують як наставника в науках і покровителя сільського життя. З Індії культ Ханумана (і мавп взагалі) розповсюдився на всю Південно-Східну Азію, аж до Китаю, де його шанують як Сунь Укуна.